# Altena (Westfalen)
Altena is een stad en gemeente in het Sauerland, in Duitsland. Altena is een stad aan de rivier de Lenne. Het ligt centraal in Noordrijn-Westfalen in de Märkischer Kreis. Altena telt 16.527 inwoners (31 december 2020) op een oppervlakte van 44,31 km².
Het hoogste punt van de stad is gelegen op 500 meter boven zeeniveau en is onderdeel van het Rijnlands leisteenplateau. Het staat bekend om de Burg Altena, waarin in 1914 door Richard Schirrmann de eerste jeugdherberg ter wereld werd geopend, de voorloper die door hem was gestart in 1907 was in een school in de stad. De burcht die op de berg van de plaats is gelegen zelf dateert uit de 12e en 13e eeuw. Het werd gebouwd als een bolwerk van het Hertogdom Berg.

## Geschiedenis
De oorsprong van de plaats zou ook liggen bij de bouw van de burcht. De burcht was tot 1392 het hoofdkwartier van de graven. De plaats zelf verkreeg op 20 december 1367 zelfstandigheid en vrije rechten van Graaf Engelbert III. In de 17e eeuw was Altena onderdeel van keurvorstendom Brandenburg en vanaf 3 oktober 1753 was Altena een van de vier kreisen (provincies) van het graafschap Mark. Altena verkreeg geen eigen stadsrechten maar verkreeg in 1794 wel het recht op de titel stad.
De stad viel na de Vrede van Tilsit in het begin van de 19e eeuw onder het groothertogdom Berg, dat onderdeel was van de Franse expansie. Na de val Napoleon Bonaparte werd deze opgeheven. Twee jaar later, in 1815 werd Altena ingedeeld bij het regiodistrict Arnsberg.

## Sport
De stad kent de sportvereniging VfB Altena, deze werd opgericht als gymnastiekvereniging in 1919. Later werden tafeltennis, voetbal, handbal en schaaksportafdelingen eraan toegevoegd. Verder kent de stad een vechtsportvereniging met een eigen boksruimte. En ieder jaar vindt er triatlon plaats.

## Cultuur
Om de drie jaar wordt er een schuttersfeest gehouden in Altena en om de twee jaar Castle goes Celtic, een muziek- en cultuurfestival. Verder kent het jaarlijks meerdere markten en in augustus het Altenaer Mittelalterfest.

## Afbeeldingen

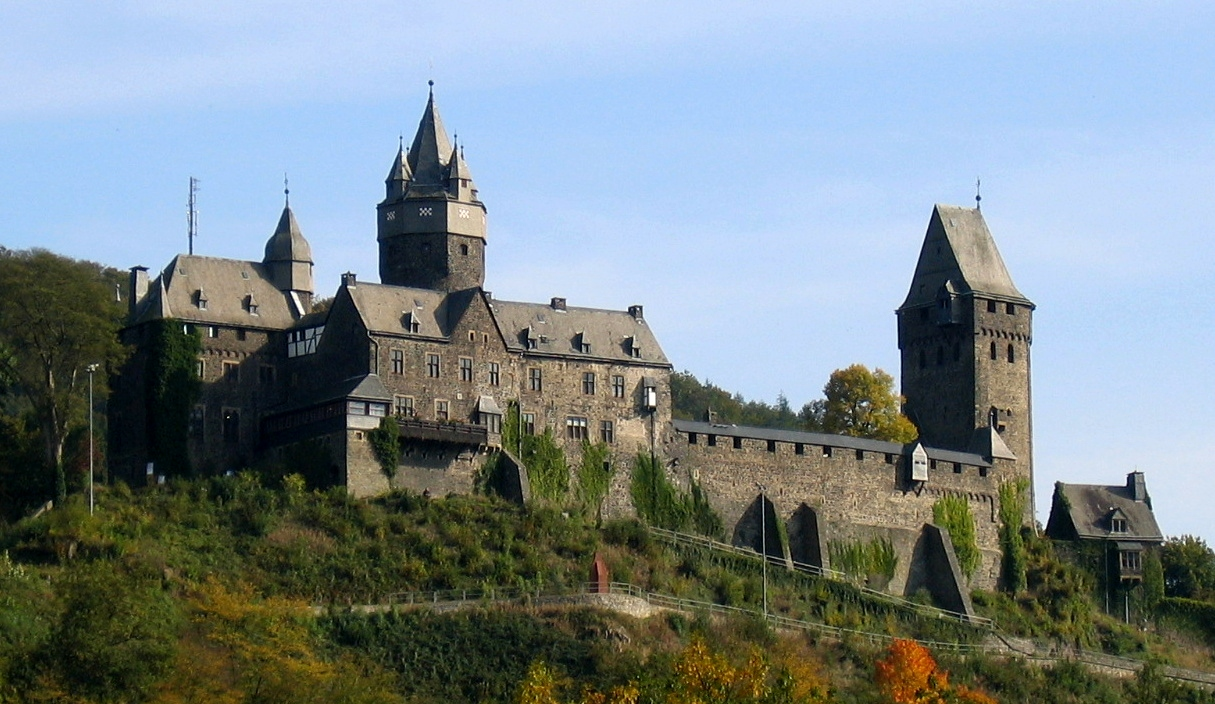
Burg Altena
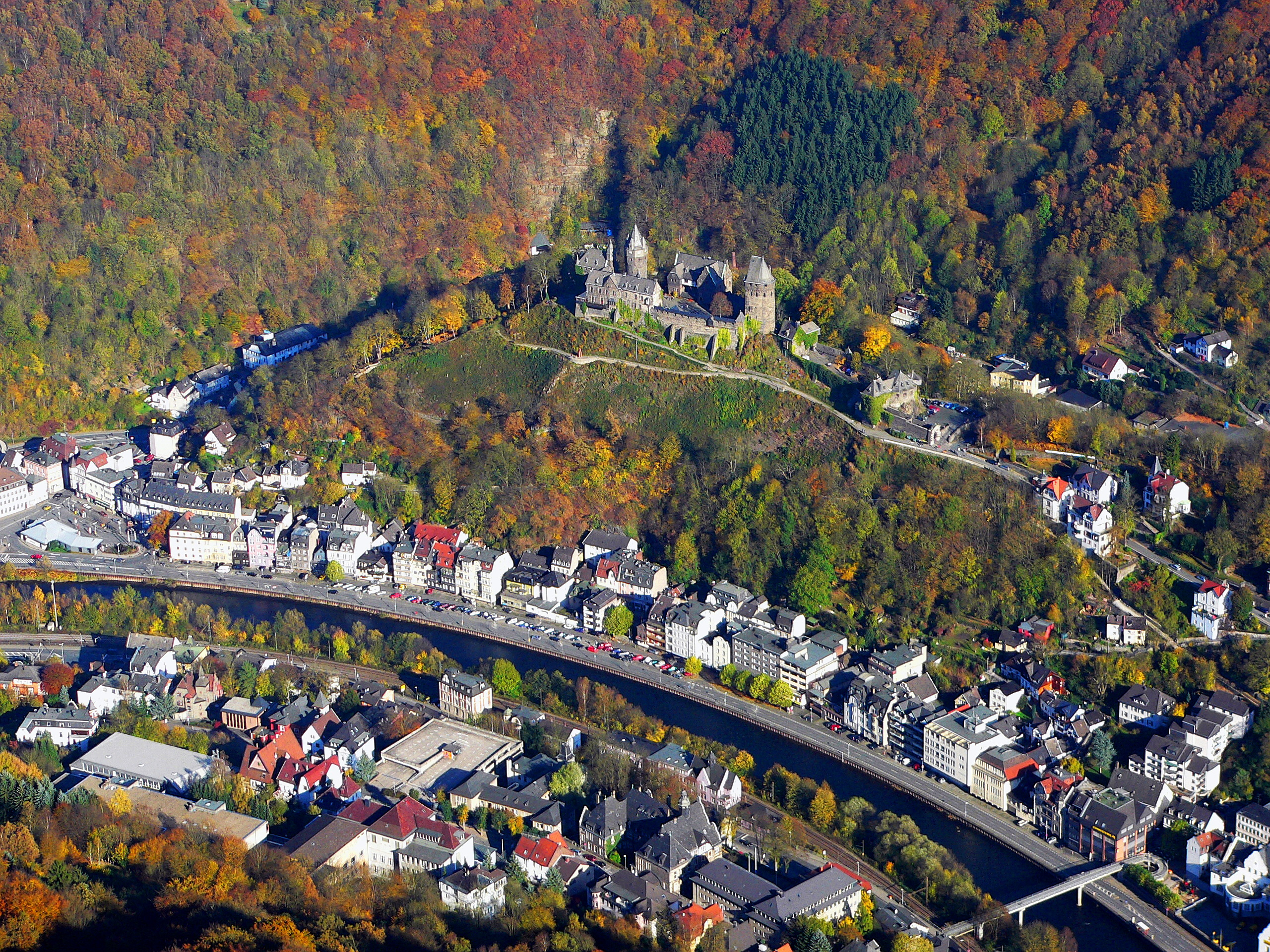
Gezicht op Altena
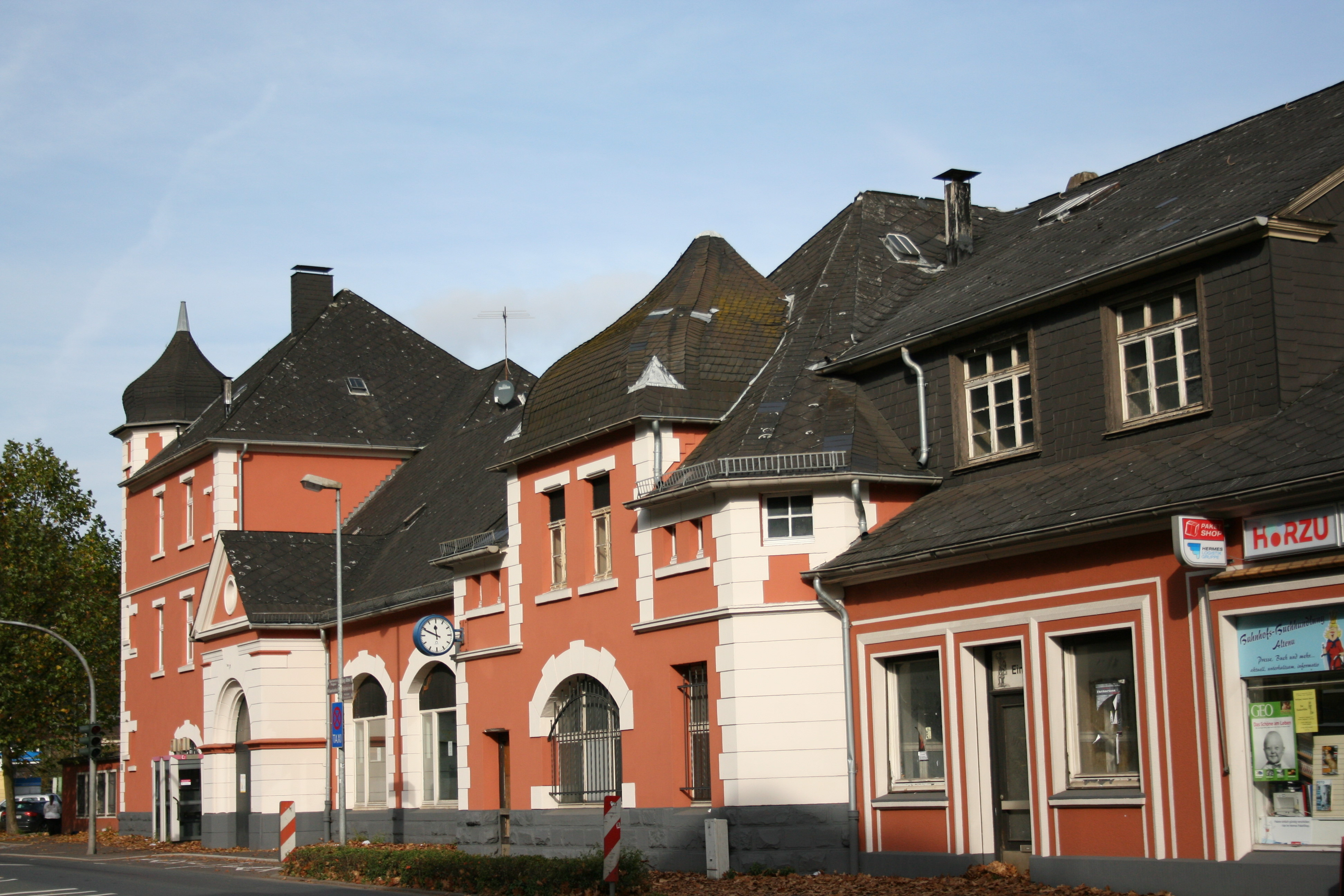
Stationsgebouw
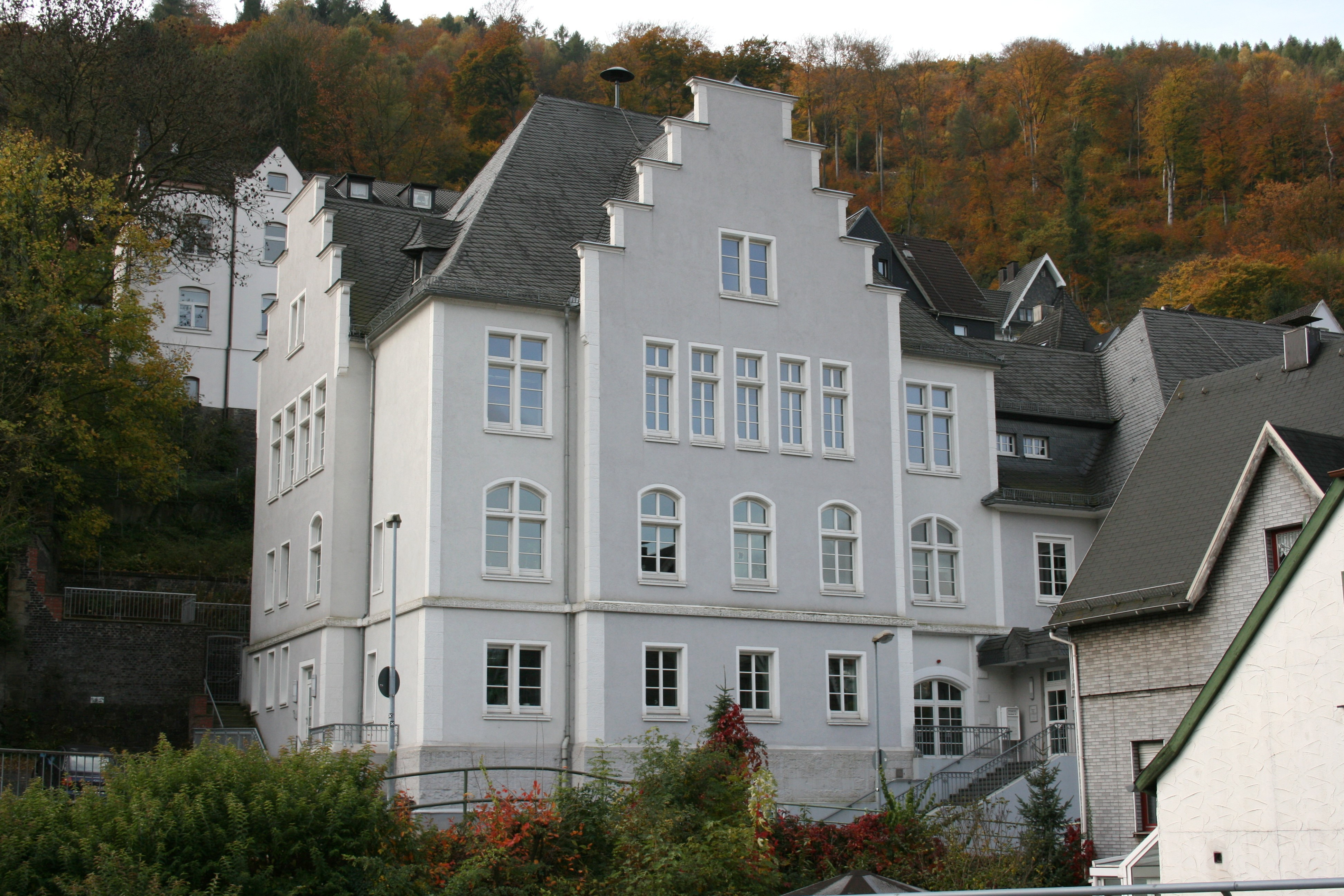
Gerechtsgebouw

## Ereburgers
- Otto von Bismarck (1815-1898), Duitse staatsman
- Fritz Thomée (1862-1944), Duitse jurist
- Richard Schirrmann (1874-1961), Duitse onderwijzer

Altena · Balve · Halver · Hemer · Herscheid · Iserlohn · Kierspe · Lüdenscheid · Meinerzhagen · Menden · Nachrodt-Wiblingwerde · Neuenrade · Plettenberg · Schalksmühle · Werdohl